# Milioloidea
Milioloidea, tradicionalmente denominada Miliolacea, es una superfamilia de foraminíferos del suborden Miliolina y del orden Miliolida. Su rango cronoestratigráfico abarca desde el Noriense (Triásico superior) hasta la Actualidad.

## Clasificación
Milioloidea incluye a las siguientes familias:
- Familia Miliolechinidae
- Familia Spiroloculinidae
- Familia Cribrolinoididae
- Familia Hauerinidae
- Familia Miliolidae
- Familia Riveroinidae
- Familia Austrotrillinidae

Otra familia considerada en Milioloidea es:
- Familia Quinqueloculinidae